# Kereopa Te Rau
Kereopa Te Rau († 5. Januar 1872) war ein Prophet des Pai Marire, einer Religion der Māori in Neuseeland.
Kereopa war Mitglied des Iwi Ngati Rangiwewehi in Te Arawa. Ort und Zeitpunkt seiner Geburt und die Namen seiner Eltern sind nicht bekannt. In den 1840er Jahren wurde er von dem katholischen Missionar Euloge Reignier auf den Namen „Kereopa“ (Kleophas) getauft. In den 1850er Jahren war er wahrscheinlich als Polizist in Auckland tätig.
In den frühen 1863 Jahren kämpfte er während der Invasion von Waikato auf Seiten des Māori King Movement. Seine Frau und zwei Töchter kamen am 21. Februar 1864 beim Angriff von Regierungstruppen auf das unbefestigte Dorf Rangiaowhia bei Te Awamutu ums Leben. Am folgenden Tag sah er den Tod seiner Schwester bei der Verteidigung der Befestigungslinie von Hariri westlich von Rangiaowhia.
Kurz darauf traf er sich mit dem Propheten Te Ua Haumene und konvertierte zu der von ihm neu gegründeten Religion Pai Marire. Er war damit einer der ersten fünf Anhänger. Im Dezember 1864 wurde er auf eine Missionsreise zu den Stämmen an der Ostküste des Gisborne Districts geschickt. Er hatte Instruktion, sich friedlich zu verhalten und Konfrontationen mit den Pākehā zu vermeiden.
Während er in Opotiki war, wurde der Missionar Carl Völkner von seiner eigenen Kirchenkongregation, die zu Pai Marire konvertiert war, gefangen genommen, in einem „Schnellverfahren“ verurteilt, gehängt und anschließend enthauptet. Dieses Ereignis wurde als Völkner Incident bekannt. Direkt danach feierte Kereopa in Völkners Kirche von dessen Kanzel aus einen „Gottesdienst“, den abgeschnittenen Kopf des Missionars neben sich. Während der Predigt stach er die Augen des Toten aus und aß sie.
Kereopa und sein Gefolge zog weiter nach Gisborne und dann in die Urewera-Berge, um dort bei den Tuhoe zu missionieren. 1865 versuchte er, nach Waikato zurückzukehren, wurde aber durch eine Streitmacht von regierungstreuen Ngāti Manawa und Ngāti Rangitihi zurückgeschlagen. Nach der Schlacht soll Kereopa die Augen dreier getöteter Feinde gegessen haben. Daher hatte er den Spitznamen Kai Whatu (Augen-Esser). Die folgenden fünf Jahre fand er in den Ureweras Zuflucht.
In den frühen 1870ern fielen die Regierungstruppen auf der Suche nach Te Kooti in die Ureweras ein. Die Tuhoe wurden besiegt und mussten Kereopa an den Führer der Regierungstruppen, Major Ropata Wahawaha, übergeben.
Kereopa wurde für den Mord an Völkner am 21. Dezember 1871 in Napier vor Gericht gestellt. Er wurde verurteilt und am 5. Januar 1872 gehängt.
Die Ngati Rangiwewehi sehen den Ausgang des Verfahrens als vorherbestimmt und als Justizmissbrauch an. Kereopa wurde im Rahmen der Verfahren zur Klärung von Ansprüchen aufgrund des Vertrages von Waitangi 2014 postum begnadigt.